# دانشگاه ایلینوی اربانا-شمپین
دانشگاه ایلینوی اِربانا-شَمپِین (به انگلیسی: University of Illinois Urbana-Champaign) یا به‌اختصار UIUC، یک دانشگاه تحقیقاتی دولتی در دو شهر اربانا و شمپین واقع در ایالت ایلینوی آمریکا است که در سال ۱۸۶۷ میلادی تأسیس شده‌است. دانشگاه ایلینوی اربانا-شمپین عضو انجمن دانشگاه‌های آمریکایی می‌باشد و بر اساس طبقه‌بندی مؤسسات آموزش عالی کارنِگی به‌عنوان یک دانشگاه تحقیقاتی I طبقه‌بندی می‌شود که بالاترین میزان فعالیت تحقیقاتی را نشان می‌دهد. سامانه کتابخانه دانشگاه دارای دومین کتابخانه بزرگ دانشگاهی در آمریکا پس از دانشگاه هاروارد است. این دانشگاه همچنین میزبان مرکز ملی برنامه‌های کاربردی ابررایانش (NCSA) است و سریعترین ابررایانه دانشگاهی دنیا در این دانشگاه قرار دارد.
تا سپتامبر سال ۲۰۲۲ میلادی، ۳۰ برنده جایزه نوبل، ۲۷ برنده جایزه پولیتزر، ۶ فضانورد، ۲ برنده جایزه تورینگ و ۲ مدال آور فیلدز از فارغ‌التحصیلان، اعضای هیئت علمی یا محققان وابسته به این دانشگاه بوده‌اند. جان باردین تنها شخصی که موفق به کسب دو جایزه نوبل فیزیک در سال‌های ۱۹۵۶ و ۱۹۷۲ شده‌است، از اعضای هیئت علمی دانشگاه ایلینوی اربانا-شمپین بوده‌است. در سال ۲۰۰۳، دو عضو هیئت علمی این دانشگاه برندهٔ جوایز نوبل در رشته‌های مختلف شدند: پال لاتربور برای فیزیولوژی یا پزشکی و آنتونی جیمز لگت برای فیزیک.
تیم‌های ورزشی دانشگاه ایلینوی در اتحادیه ملی ورزش دانشگاهی به رقابت می‌پردازند و در مجموع با عنوان Fighting Illini شناخته می‌شوند. آن‌ها عضو همایش ۱۰تای بزرگ بوده و پس از دانشگاه میشیگان، دومین تیم پرافتخار این گروه محسوب می‌شوند. بیش از چندین ورزشکار یا مربی دانشگاه ایلینوی در مسابقات المپیک شرکت کرده و تاکنون موفق به کسب ۲۹ مدال شده‌اند.
در حال حاضر، این دانشگاه بیش از ۵۰٬۰۰۰ دانشجو دارد که از ۵۰ ایالت آمریکا و بیش از ۱۰۰ کشور مختلف به تحصیل در این دانشگاه می‌پردازند.

## رتبهٔ دانشگاه
در آخرین رتبه‌بندی دانشگاه‌های جهانی (CWUR)، دانشگاه ایلینوی در رتبه ۲۲مین دانشگاه برتر جهان برای سال‌های ۲۰۲۱ و ۲۰۲۲ قرار گرفته است. دانشگاه ایلینوی اربانا—شمپین در نظام رتبه‌بندی شانگهای همواره از رتبهٔ بالایی برخوردار بوده‌است. در سال ۲۰۱۶، رتبهٔ ۲۸ در دانشگاه‌های جهان را از آن خود کرده‌است. در زمینهٔ مهندسی و علوم کامپیوتر، رتبهٔ ۴ و در زمینهٔ علوم رتبهٔ ۲۱ را بدست آورده‌است.
این دانشگاه به‌ویژه در رشته‌های مهندسی عمران و فیزیک ماده چگال از تمام دیگر دانشگاه‌های آمریکا رتبهٔ بالاتری دارد.
بر اساس رتبه‌بندی شانگهای در سال ۲۰۱۹، این دانشگاه در مکان ۳۸ جهان قرار دارد. در رتبه‌بندی برترین دانشگاه‌های جهان در سال ۲۰۲۰ که نظام رتبه‌بندی دانشگاهی کیواس (QS) آن را ارائه داده‌است دانشگاه ایلینوی در رتبه ۷۵ جهان و ۲۵ آمریکا قرار گرفته‌است. بر اساس رتبه‌بندی تایمز در سال ۲۰۲۰ نیز این دانشگاه در رتبه ۴۸ دانشگاه‌های جهان قرار دارد. مرکز رتبه‌بندی دانشگاه‌های جهانی (CWUR)، دانشگاه ایلینوی را به عنوان ۲۰مین دانشگاه برتر جهان برای سال‌های ۲۰۱۹ و ۲۰۲۰ قرار داده‌است. شاخص Nature که میزان تأثیر موسسات و دانشگاه‌های دنیا را دستاوردها و تولیدات علمی می‌سنجد، دانشگاه ایلینوی را در رتبه ۳۳ جهان قرار داده‌است.
دانشگاه ایلینوی اربانا-شمپین علاوه بر تأکید بر کیفیت در بخش تحصیلات، به زندگی دانشجویان خود اهمیت داده‌است. این دانشگاه به دلیل برپایی جشن‌ها، مراسم و کارناوال‌های مختلف معروف بوده و بر اساس رده‌بندی وبسایت Niche همواره جز شادترین دانشگاه‌های آمریکا رده‌بندی شده‌است. بر اساس رتبه بندی ۳۰ کالج سرگرم کننده و شاد در آمریکا نشریه بیزنس اینسایدر دانشگاه ایلینوی اربانا شمپین به عنوان شادترین دانشگاه آمریکا انتخاب شده است.
| علوم فضایی       | ۱۲ | حساب داری       | ۲  |
| مهندسی هوافضا    | ۷  | شیمی تئوری      | ۱۰ |
| مهندسی کشاورزی   | ۶  | شیمی آلی        | ۸  |
| مهندسی پزشکی     | ۲۴ | بیوشیمی         | ۱۴ |
| مهندسی شیمی      | ۱۳ | شیمی تجزیه      | ۶  |
| مهندسی عمران     | ۱  | ریاضیات گسسته   | ۵  |
| مهندسی کامپیوتر  | ۵  | ریاضیات محض     | ۴  |
| مهندسی برق       | ۴  | فیزیک اتمی      | ۱۲ |
| مهندسی مکانیک    | ۵  | فیزیک ماده چگال | ۱  |
| مهندسی مواد      | ۶  | فیزیک هسته ای   | ۱۱ |
| مهندسی صنایع     | ۱۴ | علوم زیست‌شناسی  | ۲۷ |
| مهندسی محیط زیست | ۴  | دامپزشکی        | ۲۳ |
| مهندسی هسته ای   | ۴  | جامعه‌شناسی      | ۴۷ |
| علوم سیاسی       | ۲۴ | آمار            | ۲۲ |
| روان‌شناسی        | ۷  | حقوق            | ۳۱ |
| کتاب داری        | ۱  | تاریخ           | ۲۳ |

## دانشکده‌ها و مراکز تحقیقاتی
دانشگاه ایلینوی اربانا شمپین بیش از ۱۵۰ رشته کارشناسی و ۱۰۰ برنامه کارشناسی ارشد و دکترای حرفه ای را در ۱۵ واحد دانشگاهی ارائه می‌دهد
| کالج/دپارتمان                   | تأسیس |
| ------------------------------- | ----- |
| دانشکده کشاورزی و علوم محیط‌زیست | ۱۸۶۷  |
| دانشکده هنرهای زیبا و کاربردی   | ۱۸۶۷  |
| دانشکده مهندسی                  | ۱۸۶۸  |
| دانشکده پزشکی                   | ۱۸۸۲  |
| دانشکده کتابداری و اطلاع‌رسانی   | ۱۸۹۳  |
| دانشکده علوم کاربردی بهداشت     | ۱۸۹۵  |
| دانشکده حقوق                    | ۱۸۹۷  |
| دانشکده آموزش                   | ۱۹۰۵  |
| دانشکده علوم و هنر              | ۱۹۱۳  |
| دانشکده تجارت و بازرگانی        | ۱۹۱۵  |
| دانشکده رسانه                   | ۱۹۲۷  |
| دانشکده کار و مددکاری اجتماعی   | ۱۹۴۴  |
| دانشکده علوم هوایی و پرواز      | ۱۹۴۶  |
| دانشکده کسب وکار                | ۱۹۴۶  |
| دانشکده دامپزشکی                | ۱۹۴۸  |
| دانشکده پزشکی Carle-Illinois    | ۲۰۱۵  |

- دانشگاه ایلینوی همچنین محل استقرار چندین مرکز تحقیقاتی است:
- مرکز ملی کاربردهای ابررایانش
- مؤسسۀ فناوری و علوم پیشرفته بِکمن
- مؤسسه زیست‌شناسی ژنومی کارل ووز (Carl Woese)
- مؤسسه تحقیقاتی پریر (Prairie)

## اساتید و فارغ التحصیلان مشهور
در ۲۴ اکتبر سال ۲۰۰۴، بیل گیتس در بخشی از سخنرانی تور ۵ دانشگاه (هاروارد، اِم‌آی‌تی، کرنل، کارنگی ملون و ایلینوی) با موضوع «پیشرفت نرم‌افزار: حل سخت‌ترین مشکلات در علوم رایانه» اعلام کرد که شرکت مایکروسافت از دانشگاه ایلینوی اربانا شمپین بیشتر از تمامی دانشگاه‌های جهان نیرو استخدام می‌کند.
فضلور خان که مهندس برجسته سازه قرن بیستم محسوب می‌شود، دانش‌آموخته دانشگاه ایلینوی است. پریسا تبریز متخصص امنیت رایانه ای شرکت گوگل که توسط نشریه فوربز به عنوان یکی از ۳۰ چهره برتر در زمینه تکنولوژی انتخاب گردیده‌است از فارغ‌التحصیلان رشته علوم کامپیوتر دانشگاه ایلینوی است.
فارغ‌التحصیلان این دانشگاه شرکت‌ها و محصولات مهمی را توسعه داده‌اند از جمله: پی‌پل (مکس لوچین)، لیگ ملی فوتبال (جورج هالاس)، پلی‌بوی (هیو هفنر)، مورتال کامبت (اد بون)، یوتیوب (استیو چن و جاوید کریم)، اورکل کورپوریشن (لری الیسون و باب ماینر)، یلپ (جرمی استاپلمن و راسل سایمونز)، سافاری (دیوهایت)، فایرفاکس (جو هویت)، دلتا ایرلاینز (کولیت اورمن ولمن)، تسلا موتورز (مارتین ابرهارد).
اختراعاتی همچون ال‌ئی‌دی و لیزر چاه کوانتومی (نیک هولونیاک)، جاوا اسکریپت (برندان آیک)، آی‌سی (جک کیلبی)، ترانزیستور (جان باردین)، نمایشگر پلاسما (دونالد بیتزر)، MRI (پال لاتربور) و مسئولیت طراحی ساخت سازه‌هایی مانند برج ویلیس، مرکز جان هنکاک و برج خلیفه توسط فارغ‌التحصیلان و اساتید دانشگاه ایلینوی انجام شده‌اند.

فارغ‌التحصیلان این دانشگاه همچنین چندین شرکت را رهبری کرده‌اند: بیت‌تورنت، مک‌دونالد، شل، جنرال موتورز و …

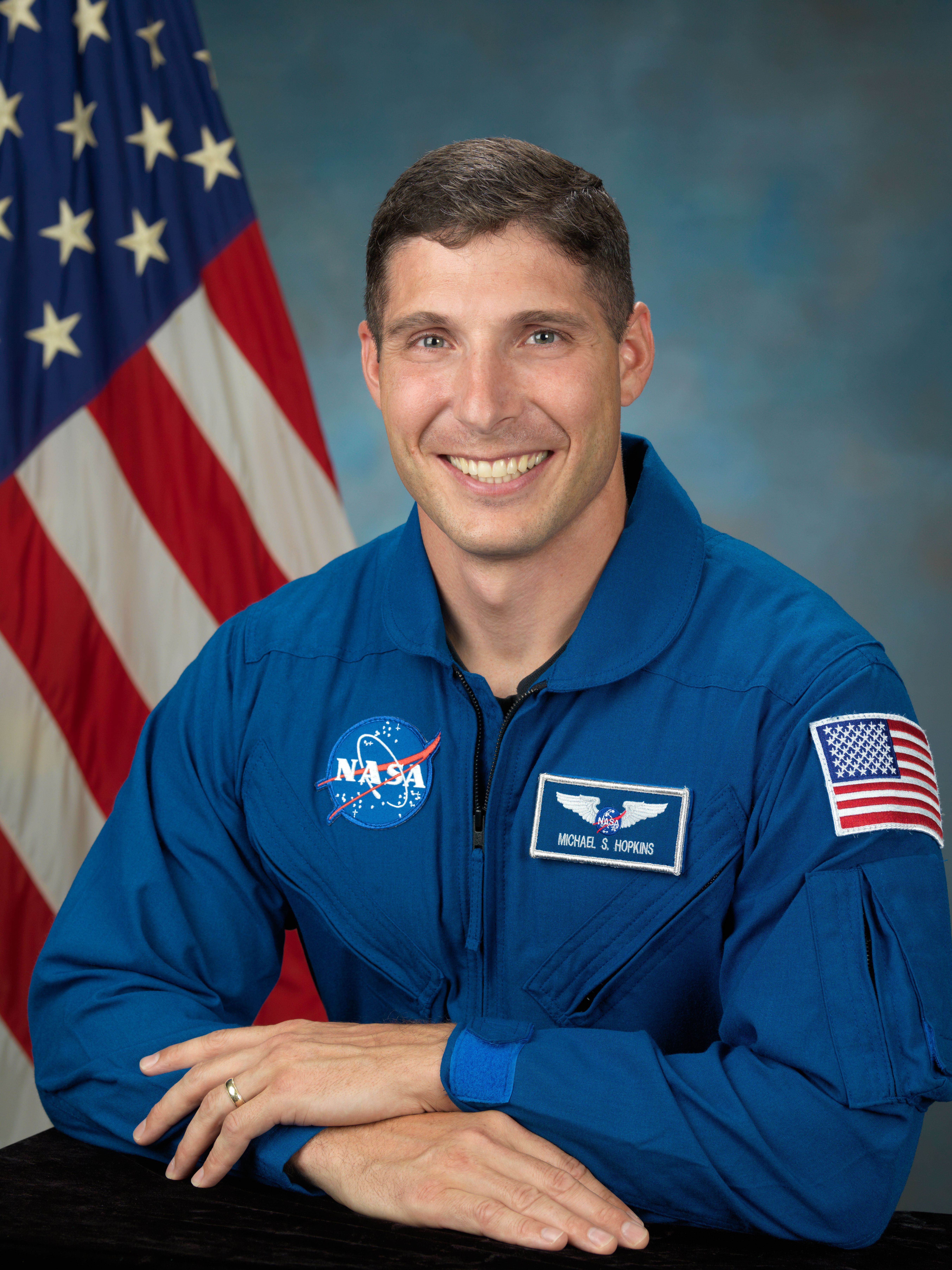
مایکل اس. هوپکینز فضانورد اهل کشور ایالات متحده آمریکا
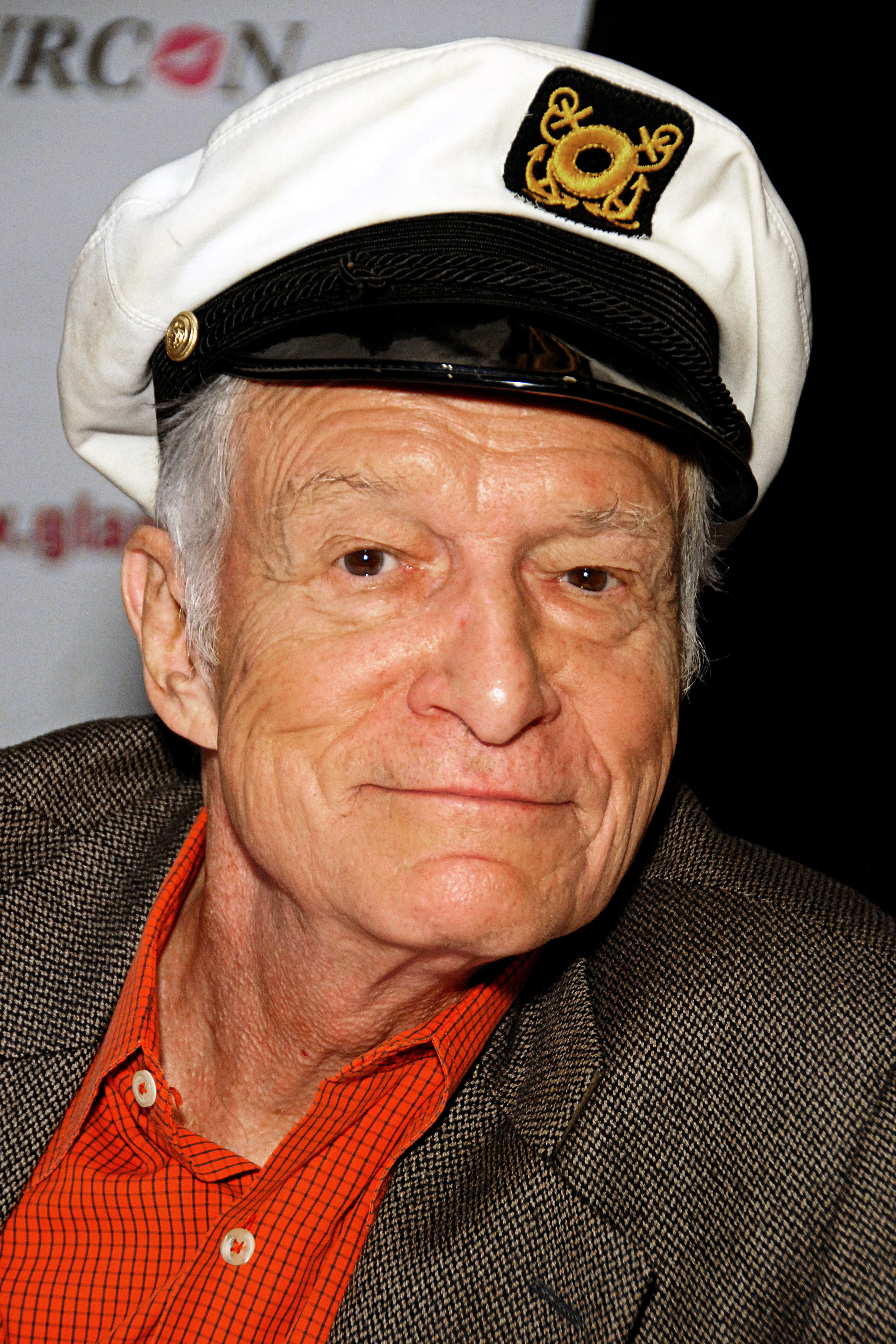
هیو مارستون هیفنر مؤسس و سردبیر مجلهٔ پلی.بوی
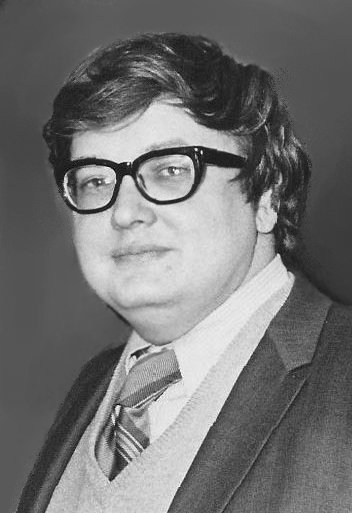
راجر جوزف ایبرت منتقد فیلم و فیلم‌نامه‌نویس مشهور اهل آمریکا
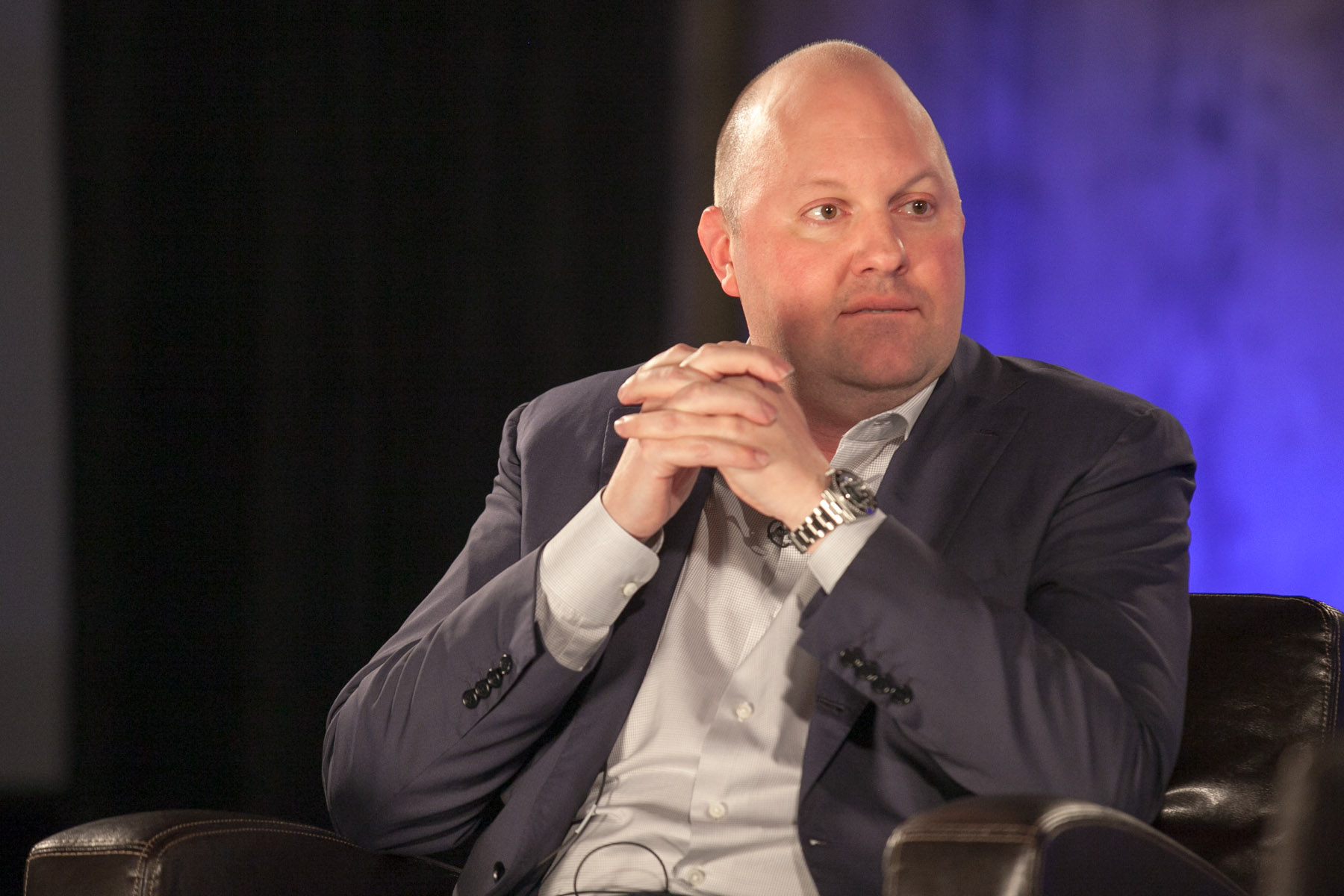
مارک اندریسِن کارآفرین، سرمایه‌گذار، مهندس نرم‌افزار و میلیونر آمریکایی
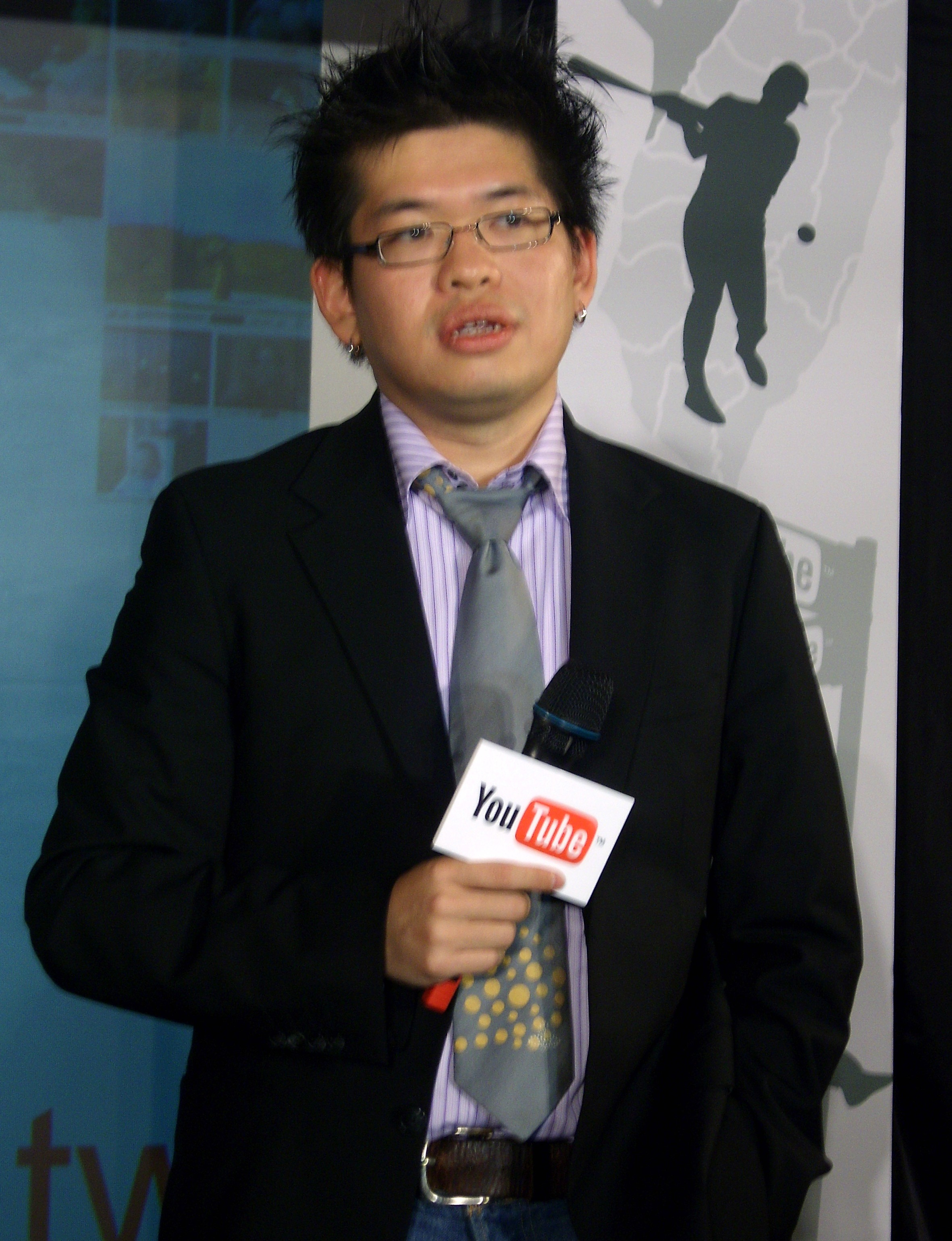
استیو چن از بنیانگذاران سایت یوتیوب
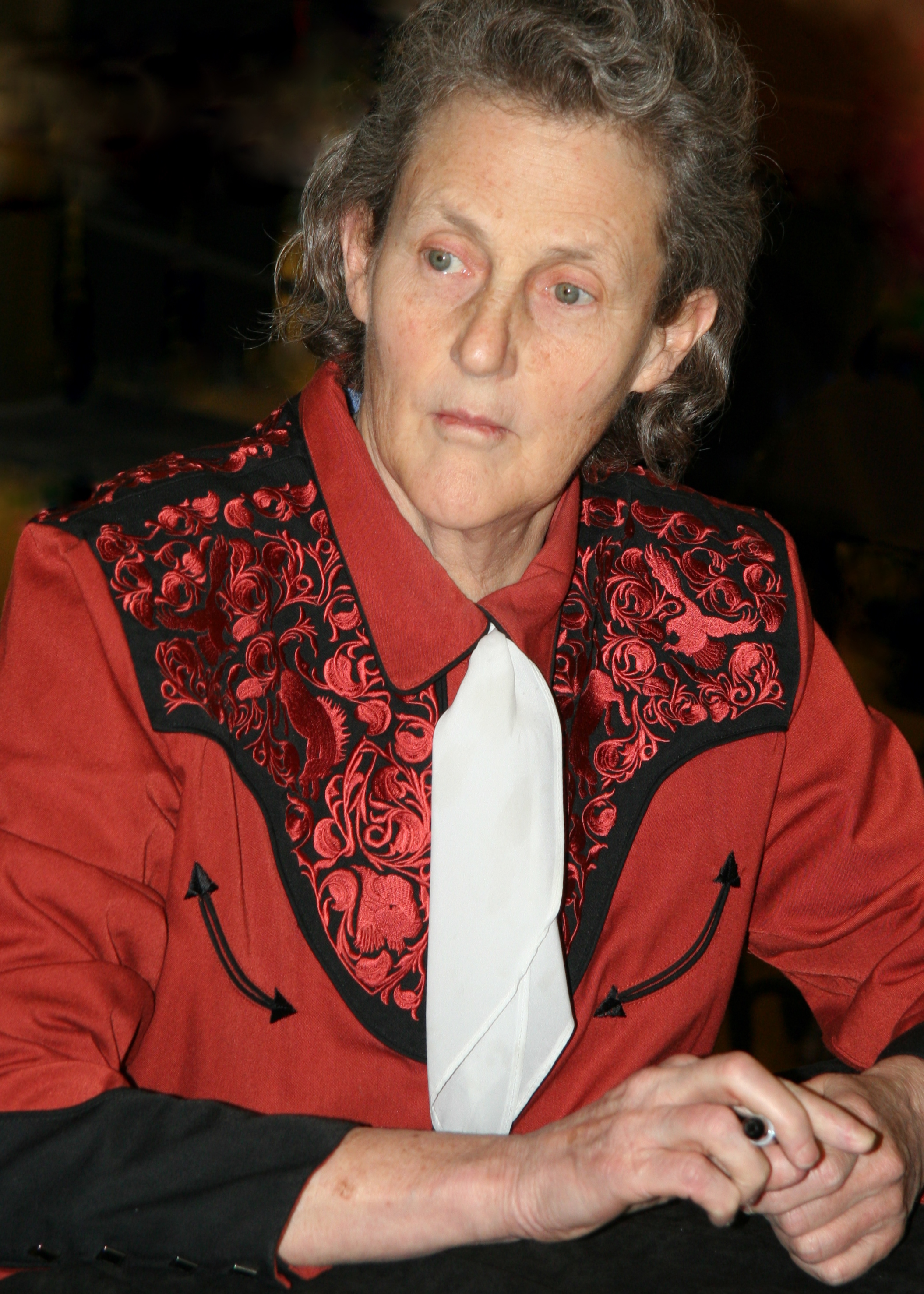
تمپل گراندین، نویسنده و رفتارشناس حیوانات که مخترع جعبه آغوشگیر برای بیماران اوتیسمی است
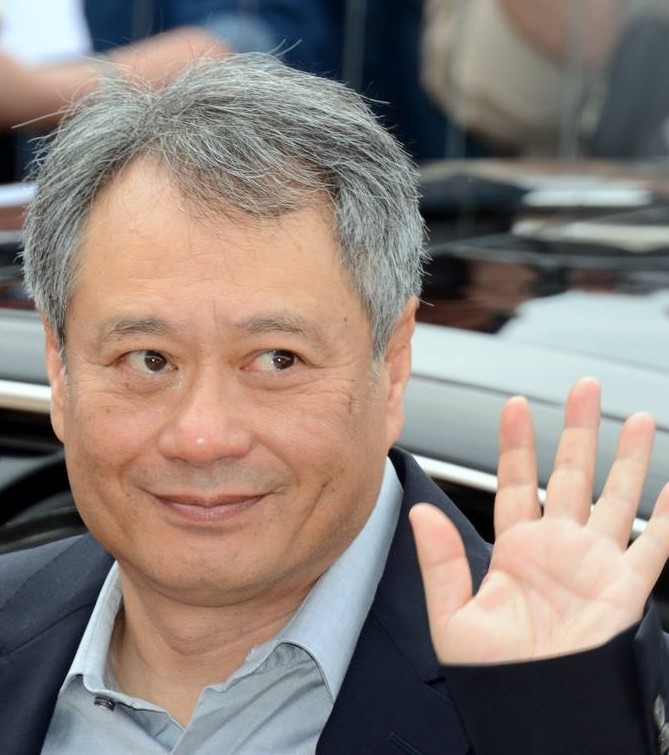
انگ لی برنده جایزه اسکار بهترین کارگردانی در سال ۲۰۰۵ برای فیلم کوهستان بروکبک و در سال ۲۰۱۲ برای فیلم زندگی پی
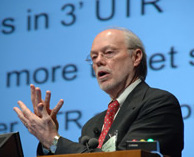
فیلیپ شارپ برنده جایزه نوبل پزشکی برای تحقیقات منجر به درک بهتر پیرایش RNA و شناخت ویروس‌های ایجاد کننده تومور
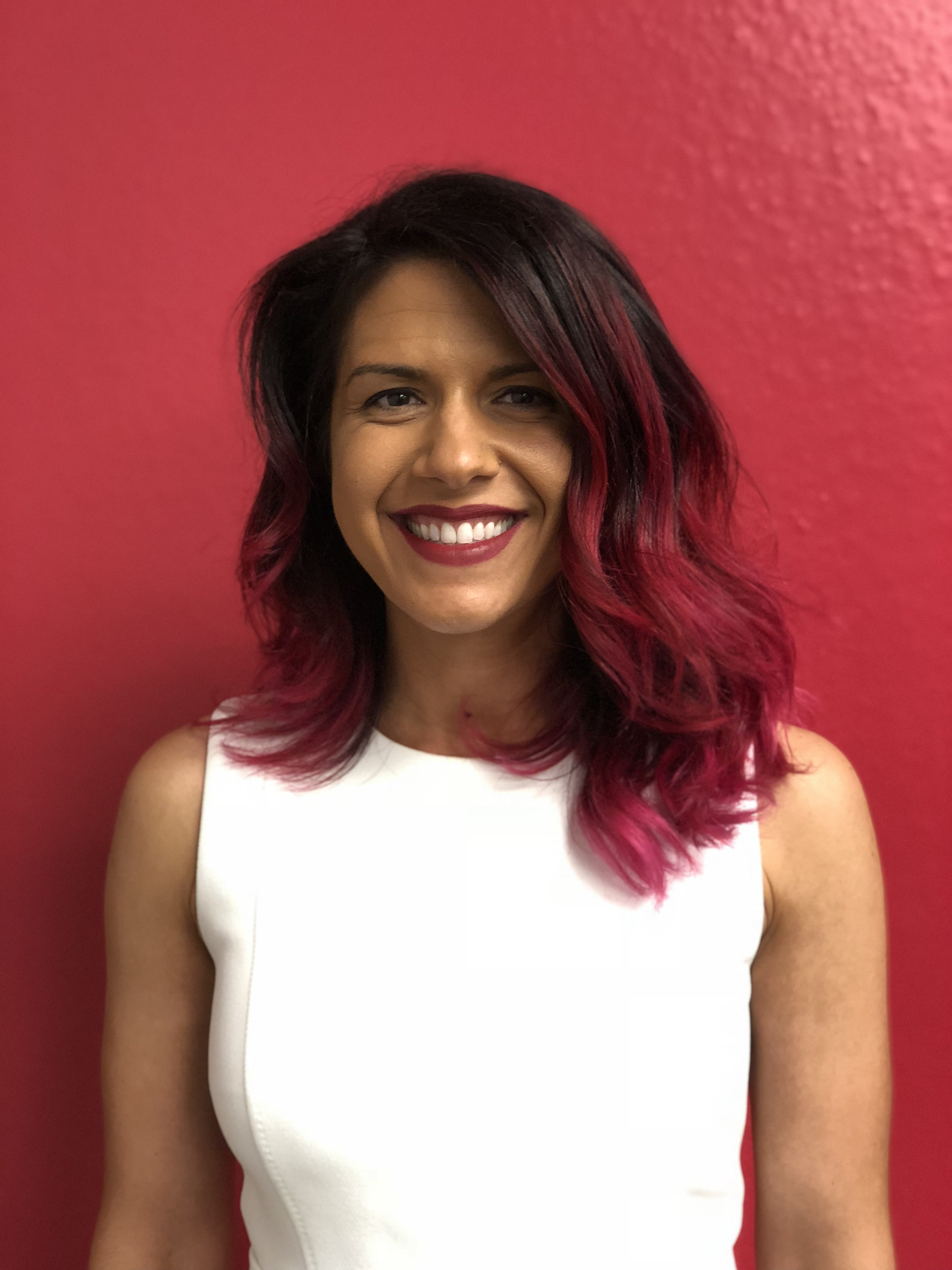
پریسا تبریز ملقب به پرنسس امنیت شرکت گوگل
فضل الرحمان خان مهندس سازه و معمار بنگلادشی-آمریکایی ملقب به "انیشتین مهندسی سازه و "بزرگترین مهندس سازه قرن بیستم "
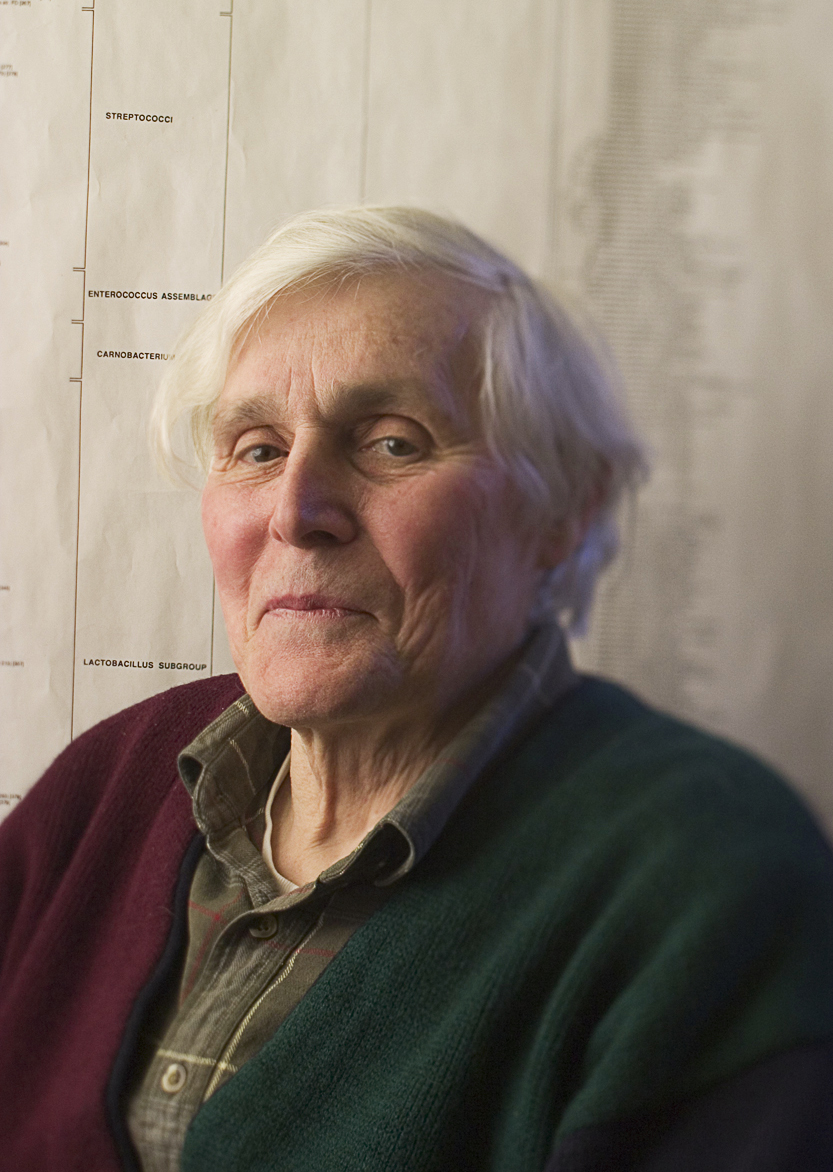
کارل ووز، میکروب شناس مطرح آمریکایی که باستانیان را به عنوان فرمانرویی جدید در کنار یوکاریوت ها و پروکاریوت ها طبقه‌بندی کرد

## روابط دانشگاهی ایران و دانشگاه ایلینوی
- مرکز تحقیقات تهران در دهه 1960 میلادی در دانشگاه تهران یکی از اولین مراکز تحقیقاتی و مطالعاتی آکادمیکی است که موسسات آموزشی امریکا در ایران تاسیس کردند.
- گابریل گورکیان از پایه‌گذاران معماری نوین در ایران در دانشگاه ایلی‌نوی به آموزش معماری پرداخته بود. گورکیان دانش‌آموختهٔ دانشگاه معماری و هنرهای کاربردی وین بود. او ساختمان‌ها، فضای داخلی و باغ‌های گوناگونی از جمله 
  - طرح کاخ دادگستری تهران
  - ساختمان ۷ وزارت امور خارجه (کاخ شهربانی پیشین)
  - طرح ساختمان وزارت صنایع
  - طرح باشگاه افسران (که پس از رفتن وی با نظارت وارطان به اتمام رسید)
  - آمفی تئاتر مدرسهٔ نظام
  - طرح ساختمان وزارت امورخارجه
  - ویلای‌های آقایان پناهی، سیاسی، خسروانی، نظام مافی، ملک اصلانی و فیروز  را طراحی کرده‌است.
- برونو نتل ردیف دان و  استاد موسیقی‌شناس قومی در دانشگاه ایلینوی  مطالعات گسترده‌ای در خصوص موسیقی ایرانی انجام داده‌است. او طی حدود دو سال اقامت در ایران قسمت‌هایی از موسیقی ردیف را نزد نورعلی برومند با ساز تار فراگرفت. او مقالات متعددی دربارهٔ موسیقی ایرانی ارائه داد و برخی کتاب‌های او نیز به فارسی ترجمه شده‌اند.
- انجمن دانشجویان ایرانی دانشگاه ایلینوی (تاسیس 1961) دومین انجمن قدیمی دانشجویان ایرانی ایرانی پس از دانشگاه برکلی (1948) در ایالات متحده است.[۲۵]

## نگارخانه

A panorama facing north on UIUC's Main Quad
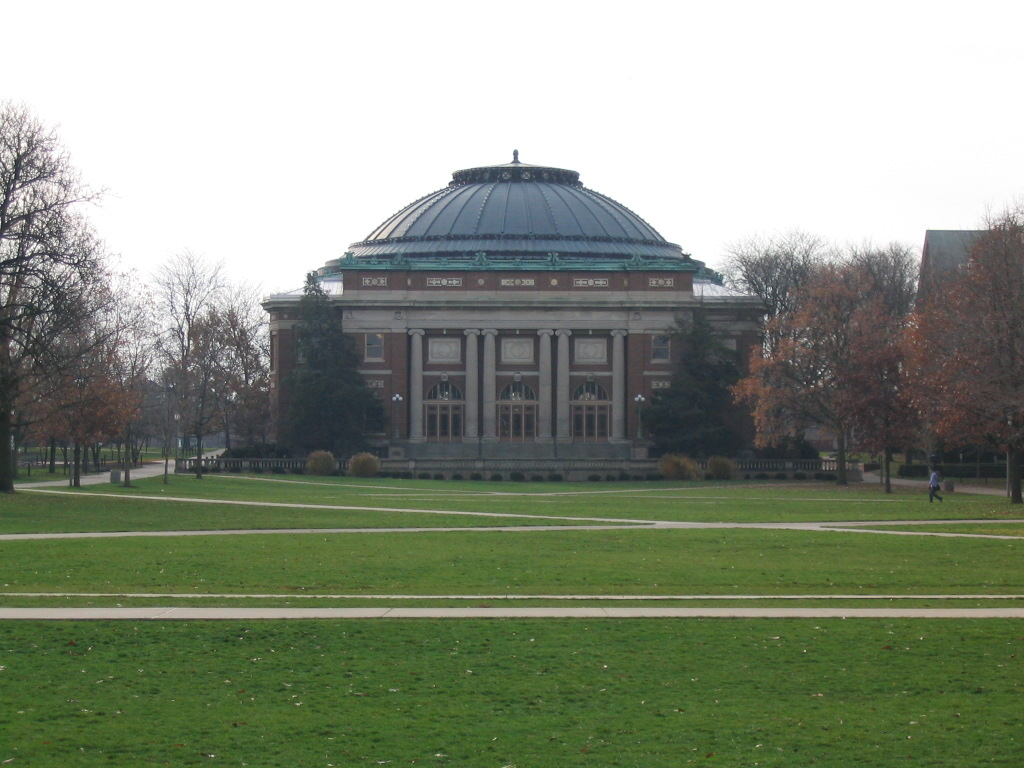
آمفی تئاتر فولینجر، واقع در پردیس مرکزی دانشگاه.
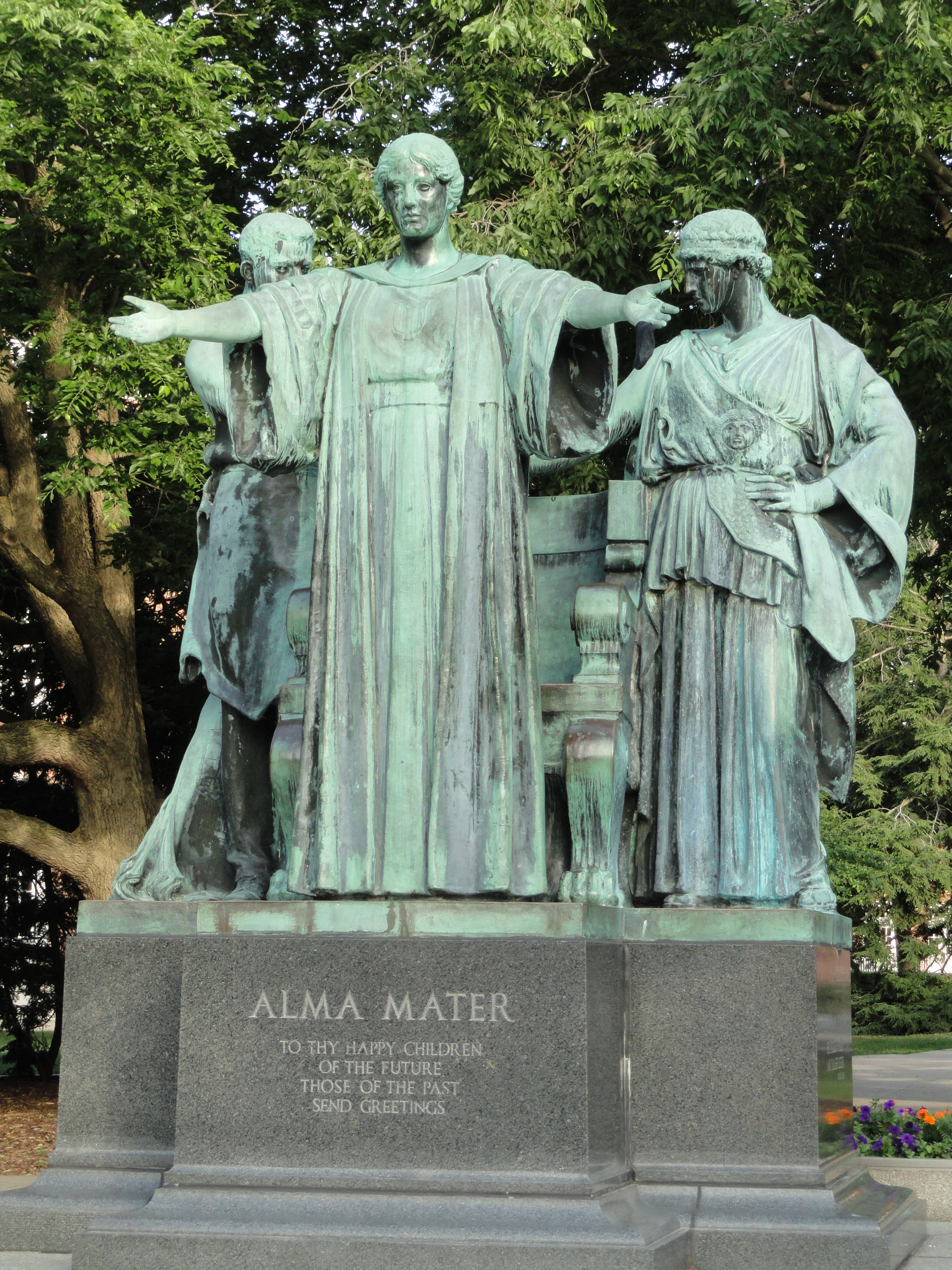
تندیسی بنام آلما ماتر. اثری از Lorado Taft، واقع در پردیس مرکزی دانشگاه.
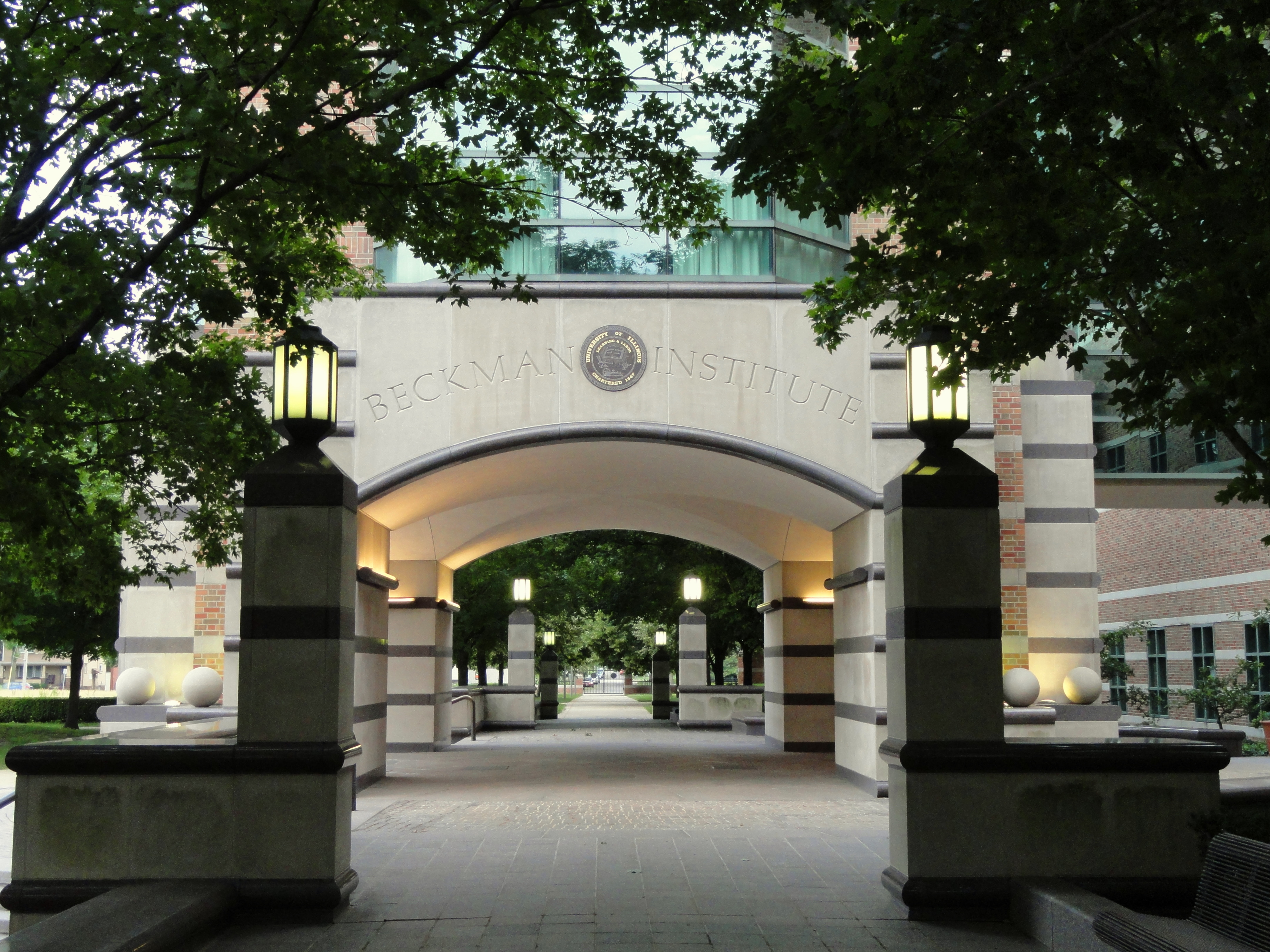
موسسه علوم و فناوری پیشرفته بکمن
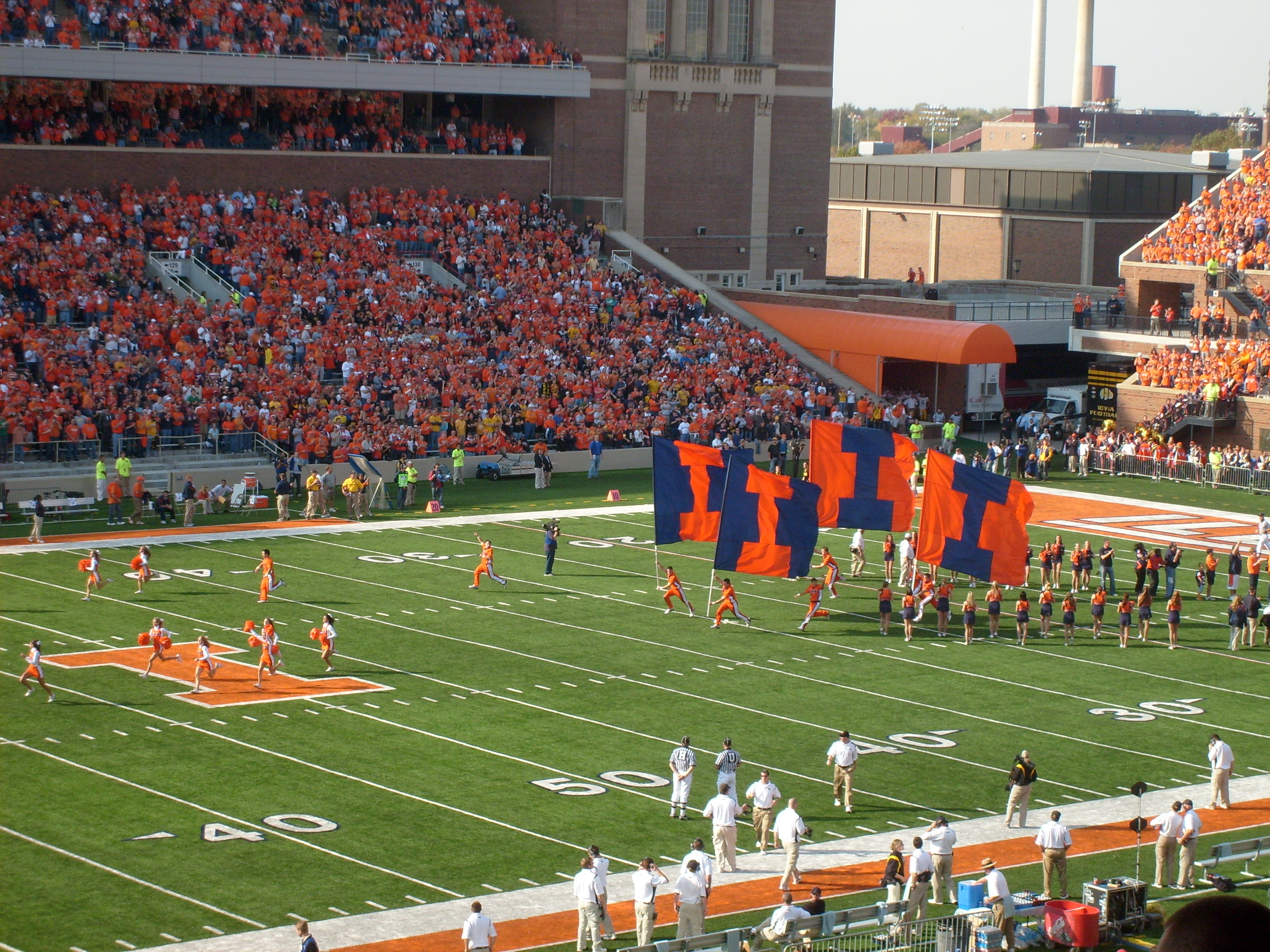
استادیوم Memorial هنگام بازی ایلینوی مقابل آیووا در سال ۲۰۰۸
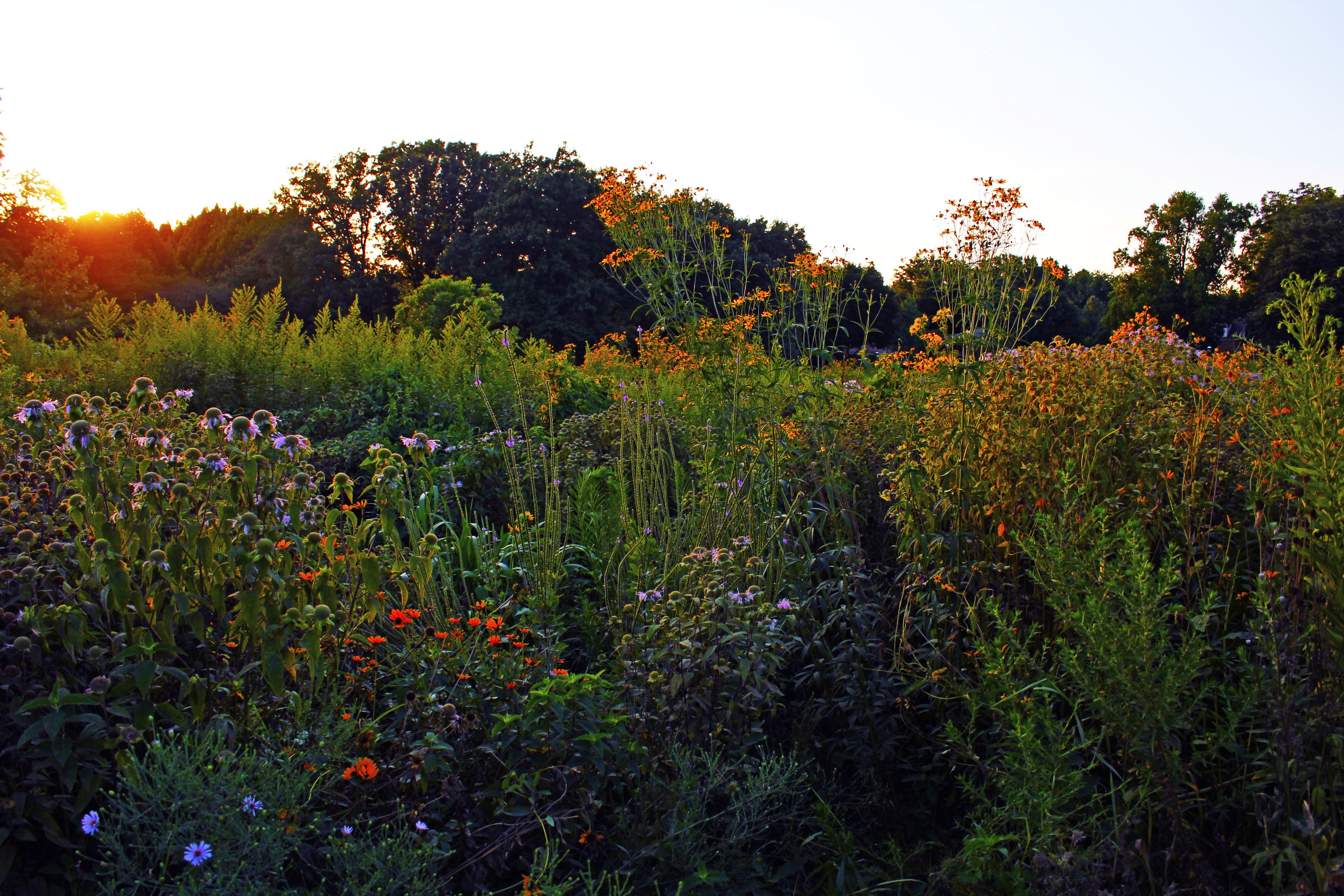
پژوهشکده Prairie در پردیس دانشگاه ایلینوی که محل تحقیقات تاریخ طبیعی و بررسی زمین‌شناسی ایالتی ایلینوی است.
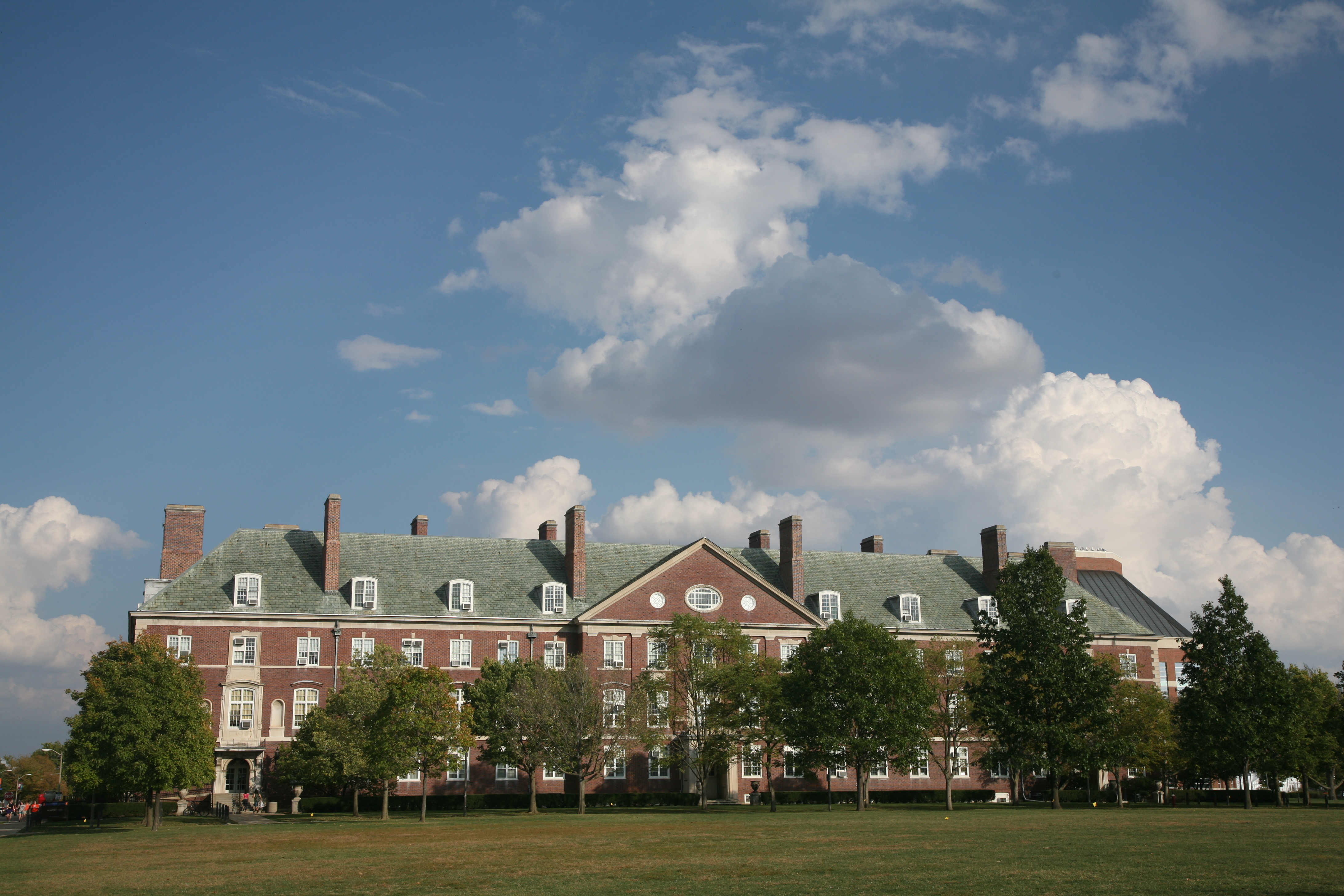
سالن Mumford
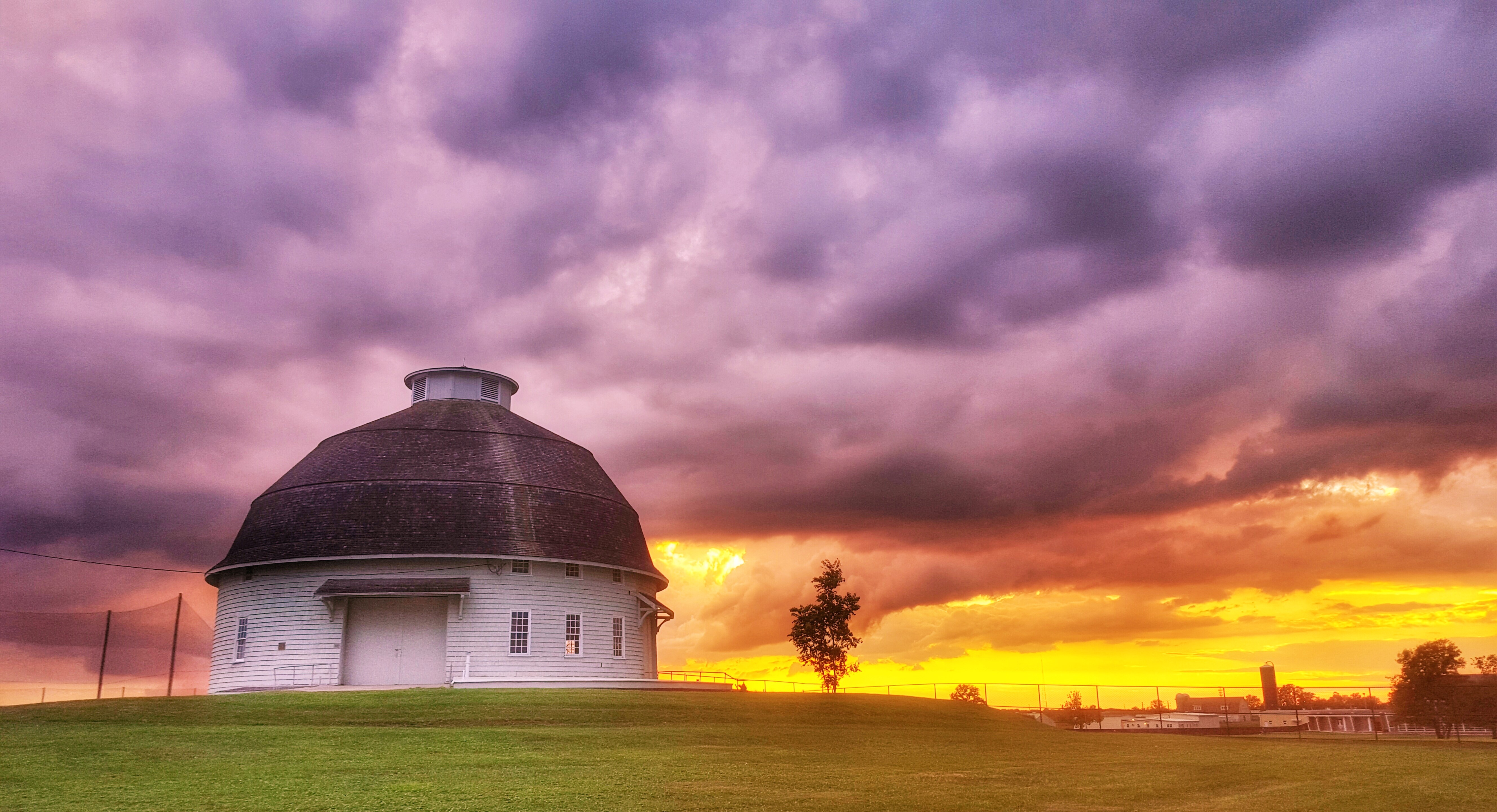
مزرعه‌های جنوبی که به عنوان یک منطقه میراث فرهنگی ثبت شده‌اند.
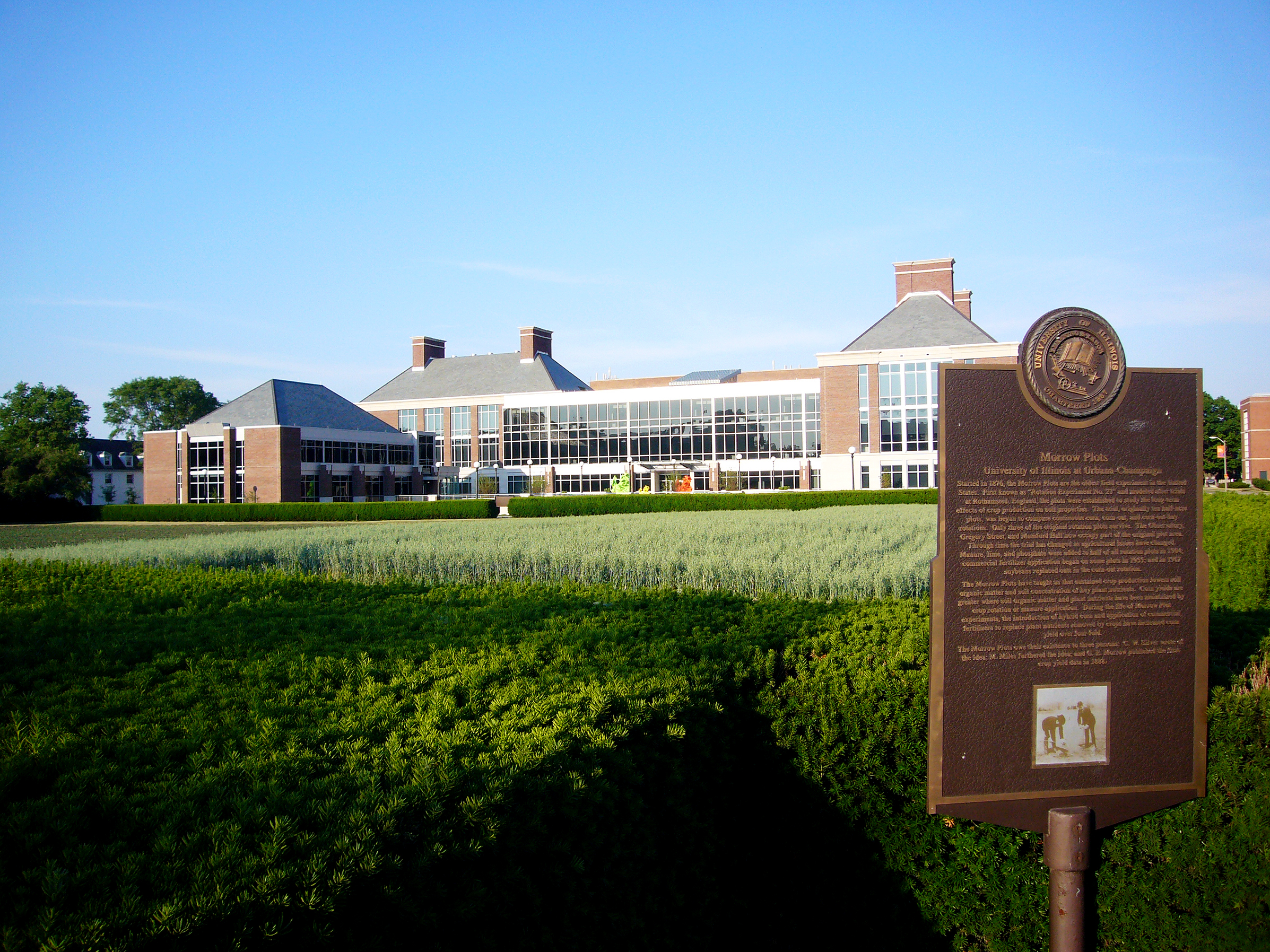
موسسه زیست‌شناسی ژنومی Carl Woese